# Piper picardae
Piper picardae är en pepparväxtart som beskrevs av C. Dc.. Piper picardae ingår i släktet Piper och familjen pepparväxter. Inga underarter finns listade i Catalogue of Life.